# Crossa de l'aorta
La crossa de l'aorta o arc de l'aorta és la part de l'aorta entre l'ascendent i aorta descendent. La crossa viatja cap enrere, de manera que finalment corre cap a l'esquerra de la tràquea.

## Estructura
A nivell cel·lular, l'aorta i la crossa es componen de tres capes: la túnica íntima, que envolta el llum i que es compon de cèl·lules epitelials escamals simples; el túnica mitja, compost per músculs cel·lulars suaus i fibres elàstiques; i, la túnica adventícia o túnica externa, composta de fibres de col·lagen. Inervat per terminals nerviosos baromètrics, l'arc aorta és responsable de detectar canvis en la dilatació de les parets vasculars, induint canvis en la freqüència cardíaca per compensar els canvis en la pressió arterial.
L'aorta comença al nivell de la vora superior de la segona articulació esternocostal del costat dret i corre al principi cap amunt, cap enrere i cap a l'esquerra davant de la tràquea ; després viatja cap enrere pel costat esquerre de la tràquea i finalment passa cap avall pel costat esquerre del cos de la quarta vèrtebra toràcica. En aquest punt, l'arc aorta continua sent l'aorta descendent. :214
L'arc aorta té tres branques. La primera i més gran branca de l'arc de l'aorta és l'tronc braquiocefàlic, que es troba a la dreta i lleugerament anterior a les altres dues branques i s'origina darrere del manubri de l'estern. A continuació, l'artèria caròtida comuna esquerra s'origina des de l'arc aòrtic a l'esquerra del tronc braquiocefàlic, i després ascendeix pel costat esquerre de la tràquea i pel mediastí superior. Finalment, l'artèria subclàvia esquerra surt de l'arc aòrtic a l'esquerra de l'artèria caròtida comuna esquerra i ascendeix, amb la caròtida comuna esquerra, pel mediastí superior i pel costat esquerre de la tràquea. :216 Una variació anatòmica és que l'artèria vertebral esquerra pot sorgir de l'arc aorta en lloc de l'artèria subclàvia esquerra.
L'arc de l'aorta forma dues curvatures: una amb la convexitat cap amunt, l'altra amb la convexitat cap endavant i cap a l'esquerra. La seva vora superior sol ser d'uns 2,5 cm. per sota del límit superior fins al manubrium sterni. La sang flueix des de la curvatura superior cap a les regions superiors del cos, situades sobre el cor, és a dir, els braços, el coll i el cap.
En sortir del cor, l'aorta toràcica té un diàmetre màxim de 40 mm a l'arrel. Quan es converteixi en aorta ascendent, el diàmetre hauria de ser <35–38 mm i 30 mm a l'arc. El diàmetre de l'aorta descendent no ha de superar els 25 mm
L'arc de l'Aorta es troba dins del mediastí.

### Desenvolupament
L'arc aorta és la connexió entre l'aorta ascendent i descendent, i la seva part central està formada pel quart arc aorta esquerre durant el desenvolupament inicial.
El ductus arteriós es connecta a la part inferior de l'arc en la vida fetal. Això permet que la sang del ventricle dret passi la majoria dels vasos pulmonars a mesura que es desenvolupen.
La secció final de l'arc aòrtic es coneix com l' istme de l'aorta. Es diu així perquè es tracta d'un estrenyiment (istme) de l'aorta com a conseqüència de la disminució del flux sanguini durant la vida fetal. A mesura que el ventricle esquerre del cor augmenta de mida al llarg de la vida, l'estrenyiment es dilata fins a convertir-se en una mida normal. Si això no es produeix, això pot provocar la coartació de l'aorta. El ductus arteriós es connecta amb la secció final de l'arc en la vida fetal i el lligament arteriós quan el conducte arteriós retrocedeix.

### Variació
Hi ha tres variacions habituals en la forma en què les artèries es ramifiquen des de l'arc aorta. En aproximadament el 75% dels individus, la ramificació és "normal", tal com s'ha descrit anteriorment. En alguns individus, l'artèria caròtida comuna esquerra s'origina a partir de l'artèria braquiocefàlica en lloc de l'arc aorta. En d'altres, l'artèria braquiocefàlica i l'artèria caròtida comuna esquerra comparteixen un origen. Aquesta variant es troba aproximadament en un 20% de la població. En una tercera variant, l'artèria braquiocefàlica es divideix en tres artèries: l'artèria caròtida comuna esquerra, l'artèria caròtida comuna dreta i l'artèria subclàvia dreta; aquesta variant es troba en un 7% estimat dels individus.

## Importància clínica
El pom aòrtic és l'ombra destacada de l'arc aòrtic en una radiografia de tòrax frontal.
L'aortopexia és un procediment quirúrgic en què l'arc aorta es fixa a l'estèrnum per tal de mantenir oberta la tràquea.

## Imatges addicionals

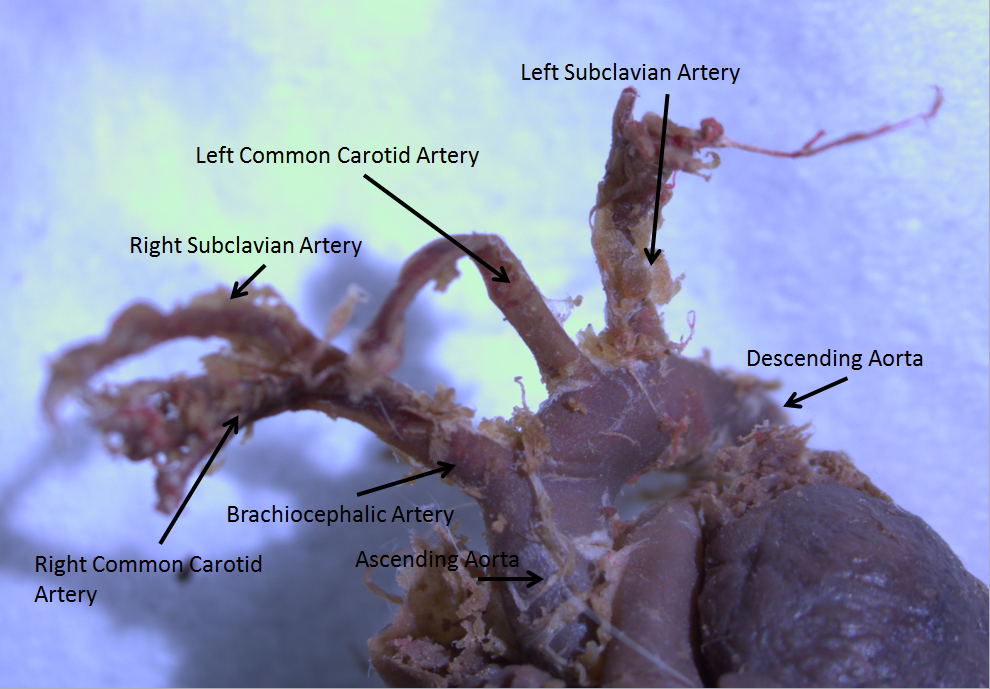
Model cadaveric del arc de l'aorta i branques d'aorta en espècies Rattus rattus

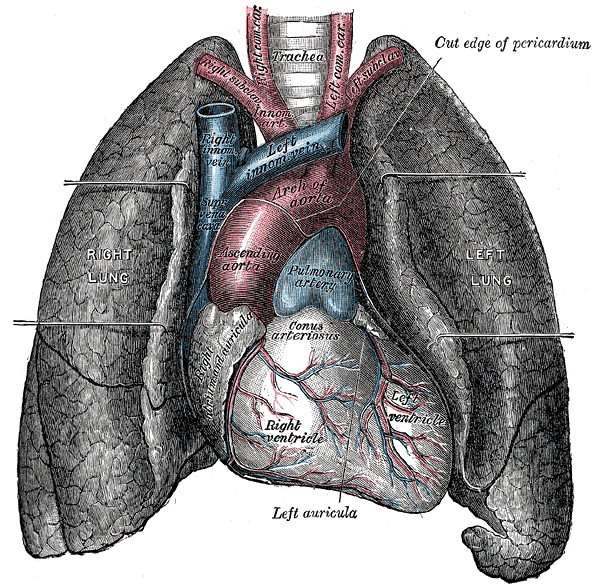
Aquí es pot veure l'arc d'aorta, amb els pulmons a banda i banda i sortint del cor, a sota.
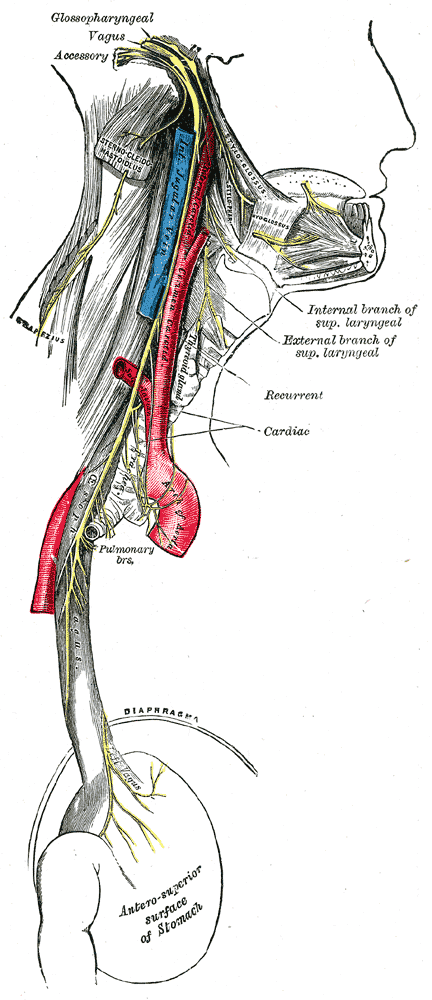
Una branca del nervi vague, el nervi laringi recurrent, passa per sota l'arc de l'aorta. El nervi es veu aquí.